# 短吻棘八角魚
短吻棘八角魚為輻鰭魚綱鮋形目杜父魚亞目八角魚科的其中一種，為溫帶海水魚，分布於西北太平洋日本海域，棲息深度0-930公尺，體長可達21公分，棲息在底層水域，生活習性不明。

## 扩展阅读
維基物種上的相關：短吻棘八角魚